# マーク・ベニオフ
マーク・ラッセル・ベニオフ（Marc Russell Benioff、1964年9月25日 - ）は、アメリカ合衆国のインターネット起業家である。企業向けクラウドサービス企業であるセールスフォース・ドットコム（現・セールスフォース）の創業者であり、会長兼CEOである。2020年6月現在、セールスフォースの株式の3.36％を保有しており、時価総額は48億ドルである。2020年5月時点での純資産額は71億ドルである。

## 若年期と教育
ベニオフは、サンフランシスコ・ベイエリアのユダヤ人の家庭で育った。遠戚にショーランナーでテレビプロデューサーのデイヴィッド・ベニオフがいる。
1982年にバーリンガム高校を卒業した。1986年に南カリフォルニア大学で経営学の学士号(BS)を取得した。

## キャリア
高校在学中、最初のアプリケーションHow to Juggleを製作して75ドルで販売した。15歳でリバティ・ソフトウェアを設立し、FlapperなどのAtari 8ビット・コンピュータ向けのゲームを製作・販売した。ベニオフが製作したKing Arthur's Heir、The Nightmare、Escape from Vulcan's Isle、Crypt of the UndeadがEpyx社から発売され、16歳までに月1,500ドルの印税を稼ぐようになり、それで大学進学のための費用を十分に賄うことができた。
大学在学中、Apple Computerで当時スティーブ・ジョブズが率いていたMacintosh部門のアセンブリ言語プログラマとしてインターンシップを経験した。大学卒業後もプログラミングの仕事を続けるつもりだったが、大学の教授から顧客志向の仕事の経験を積むように勧められ、オラクルにカスタマーサービスの仕事で入社した。その後13年間オラクルに在籍し、営業、マーケティング、製品開発など様々な仕事をした。23歳でオラクルのルーキー・オブ・ザ・イヤーに選ばれ、3年後には同社の史上最年少でヴァイスプレジデントに昇格した。
会社を立ち上げる前、ヒンドゥー教のグルであるマーター・アムリターナンダマイーや政治家のコリン・パウエルに会い、彼にとって重要なメンターとなった。
1999年3月にサンフランシスコのアパートを借りてセールスフォース・ドットコムを設立した。会社のミッションを「ソフトウェアの終焉」(The End of Software)という言葉で定義した。
従来の企業向けソフトウェアの代替となるモデルであるSoftware as a Service (SaaS) の普及に長い間努めてきた。"Platform as a Service" (PaaS) という言葉を生み出し、顧客が同社のアーキテクチャ上やセールスフォースのクラウド上に独自のアプリケーションを構築できるようにすることで、セールスフォースの業務の範囲を広げてきた。
2018年9月16日、彼と妻のリンは、『タイム』誌を1億9千万ドルで買収した。

## 影響と賞

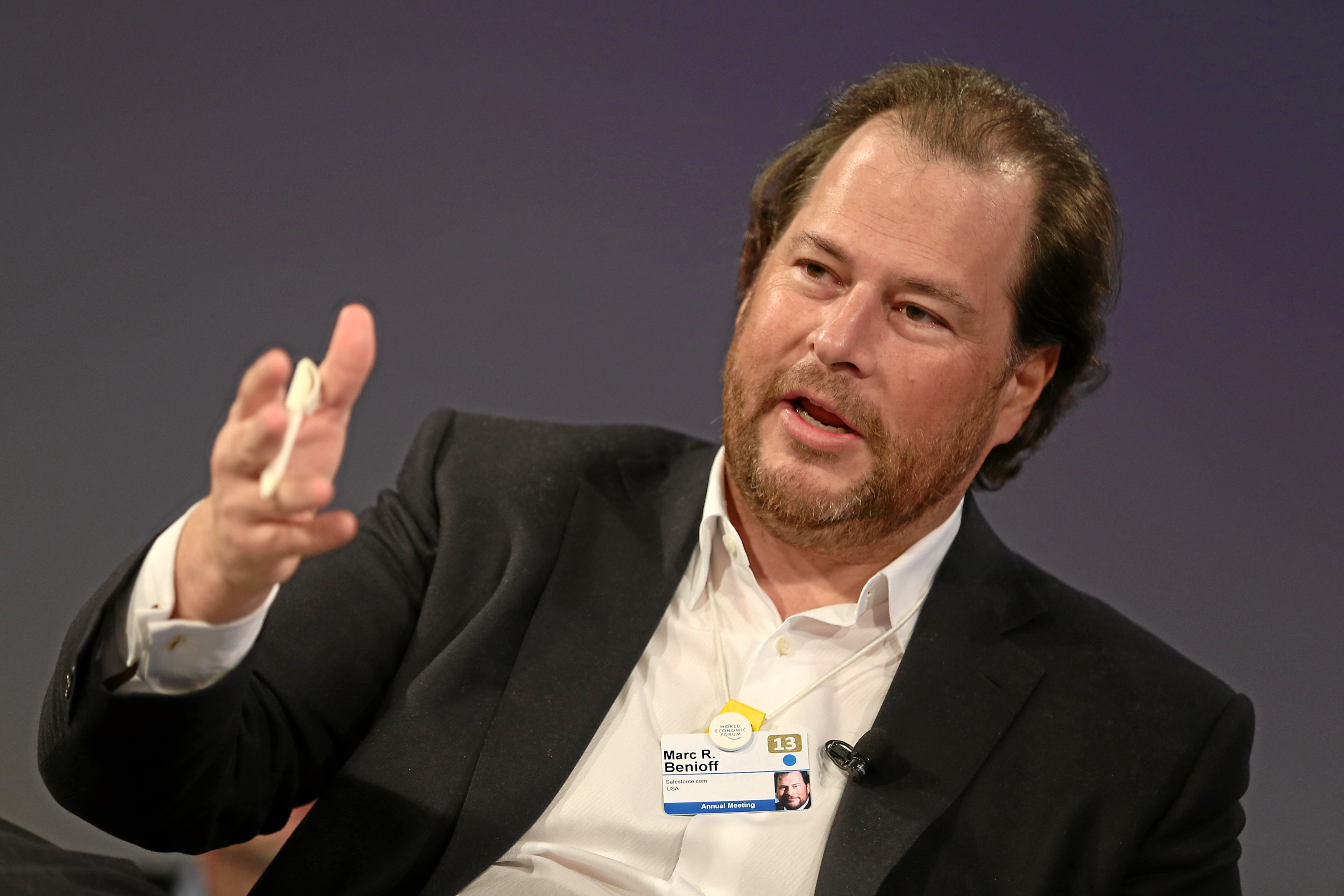
2013年の世界経済フォーラムに参加中のベニオフ

- 2009年、世界経済フォーラムのメンバーから「ヤング・グローバル・リーダー」の一人に選ばれた[25]。
- 2016年、万人に対する平等を始めとするCEOとしての社会問題への取り組みが評価され、『フォーチュン』誌の「世界で最も偉大なリーダー50人」(World's 50 Greatest Leaders)に選出された[26]。
- 2014年、『フォーチュン』誌の読者から「ビジネスパーソン・オブ・ザ・イヤー」に選出された[27]。
- 2012年、『バロンズ』誌の「世界で最も優れたCEO」(the Best CEOs in the World)の1人に選ばれた[28]。
- 2012年、『エコノミスト』誌のイノベーション賞(Innovation Award)を受賞した[29]。
- 2003年から2005年まで、大統領情報技術諮問委員会の共同議長を務めた。ベニオフは世界経済フォーラム評議員会のメンバーでもある[11]。
- セールスフォースは、『フォーブス』誌の「世界で最も革新的な企業」(the World's Most Innovative Companies)の1つに5年連続で選ばれた[30][31][32][33][34]。
- 『フォーチュン』誌は、セールスフォースを4年連続でソフトウェア業界で「世界で最も称賛される企業」(the World's Most Admired Company)に選出し[35]、8年連続で「働きがいのある会社」(Best Place to Work)に選出している[36]。
- ベニオフは2014年5月16日、南カリフォルニア大学から名誉博士号(Doctor of Humane Letters)を授与された[37]。
- 2019年に全米技術アカデミー会員に選出された。選出理由は「クラウドコンピューティングと企業の慈善活動におけるリーダーシップに対して」だった[38]。

## 慈善活動

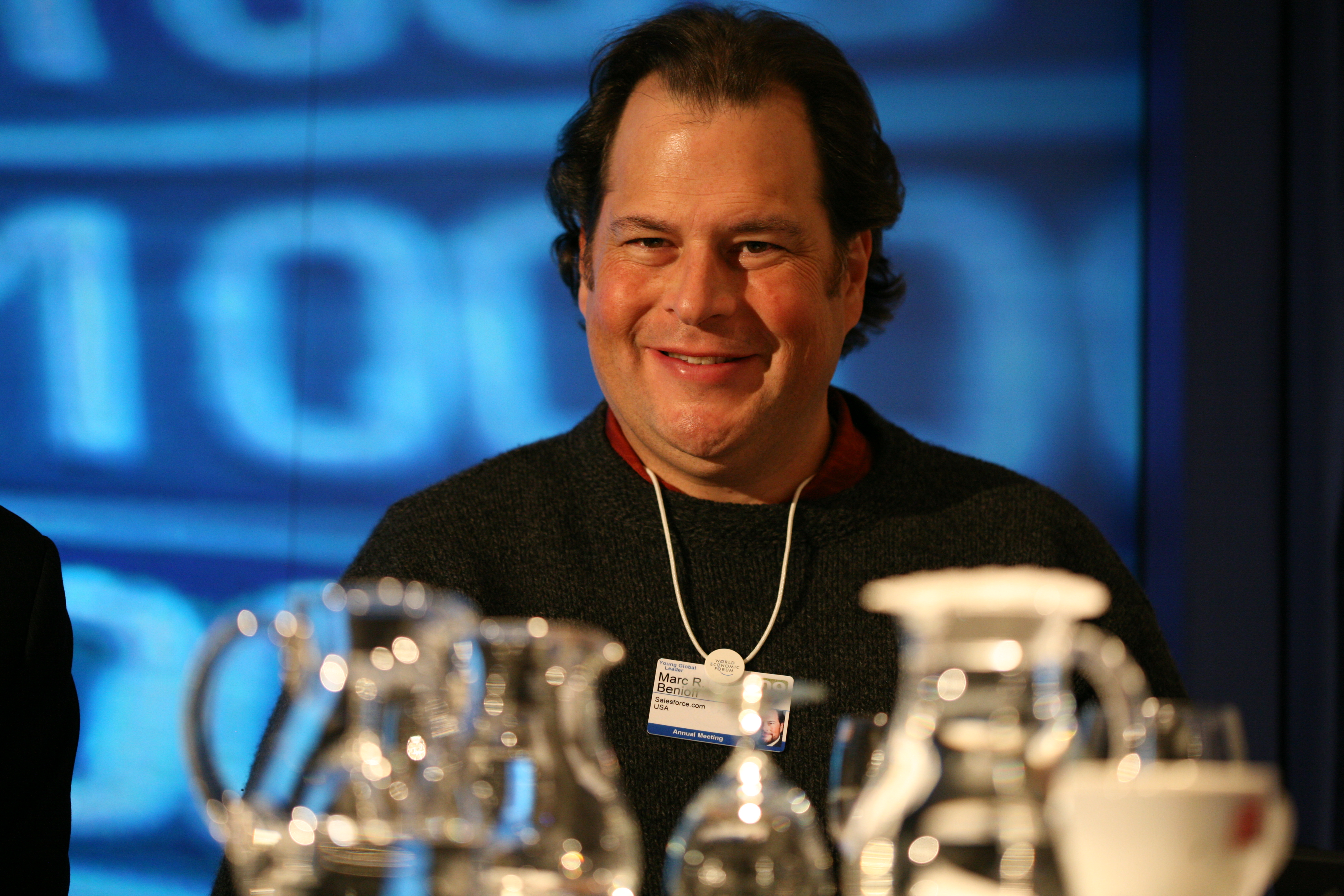
2009年

ベニオフは、2000年に設立された慈善団体「セールスフォース・ドットコム財団」の会長であり、企業が1%の株式、1%の従業員の労働時間、1%の製品を地域社会に還元する「1-1-1モデル」を構築した。
ベニオフと妻のリンは、『フォーブス』誌の「アメリカの寄贈者上位50」で2015年に、『クロニクル・オブ・フィランソロピー』誌の「フィランソロピー50」で、2010年、2014年、2015年にトップフィランソロピストとして評価されている。
2010年6月には、UCSF小児病院への1億ドルの寄付を発表した。2014年、ベニオフ夫妻はさらに1億ドルをUCSF小児病院とオークランド小児病院（いずれも現在はベニオフ小児病院と呼ばれている）に寄付した。
2015年4月、京都大学iPS細胞研究所の基金に、三木谷浩史とともに、それぞれ2億5000万円を寄付した。
2019年11月、マーク・ベニオフはTeam Treesに90万ドルを寄付した。

## 社会活動プラットフォーム
ベニオフは、ビジネスは世界を変えるための最大のプラットフォームであると述べている。彼は、世界経済フォーラム創設者のクラウス・シュワブが提唱する、リーダーシップに対するステークホルダー・アプローチを支持している。これは、リーダーは株主だけでなく、顧客、従業員、パートナー、地域社会、環境を含む全てのステークホルダー（利害関係者）に奉仕し、世界をより良い場所にするべきであるというものである。
2015年3月、インディアナ州で、企業と個人が宗教的信条に基づいてLGBT個人へのサービスを拒否できるようにするという「宗教的自由回復法案」(SB 101)が可決されたことを受けて、ベニオフは、セールスフォースがインディアナ州での全ての従業員向けプログラムと旅行を中止すると発表した。セールスフォースは2013年にExactTargetを買収した後、同州最大のハイテク企業となっており、ベニオフはこの法案に反対するビジネスリーダーとしての世界的な取り組みを主導した。最終的にはインディアナ州議会が、LGBTの顧客、テナント、従業員の保護を含む法案の修正案を可決することにつながった。
ベニオフは2016年2月、ジョージア州の「表現の自由保護法案」(HB757)に反対する同様の動きを主導した。ベニオフは、法案がそのまま可決された場合、セールスフォースはジョージア州への投資を削減し、年次カンファレンスを中止すると発表した。その1か月後、州知事は法案に対し拒否権を行使した。
2015年4月、ベニオフは、同等の仕事に対して男女に平等に給与が支払われるようにするために、セールスフォースの全ての給与を見直すことを発表した。この給与査定の余波で、ベニオフは2016年1月、リリー・レドベッター公正給与法の制定記念日を祝うためにバラク・オバマ大統領と行動をともにし、「給与公正法」の可決を議会に呼びかけることを改めて表明した。
2018年3月、ベニオフはマーチ・フォー・アワ・ライブズに100万ドルを寄付することを発表した。その発表の中で、ベニオフは次のように書いている。
「全ての子供達の安全に情熱を燃やす多くの人々の仲間入りをしたいと思い、私はマーチ・フォー・アワ・ライブズに100万ドルを寄付します。私たち全員が力を合わせれば、子供達の健康と安全を最優先事項にすることができます。私たちと一緒に3月24日の行進に参加しましょう。」
2018年10月の『ガーディアン』紙のインタビューで、ベニオフは、テクノロジー業界の他の経営者は自分のお金を「ため込んでいる」(hoarding)と批判し、サンフランシスコ・ベイエリアのホームレスを支援することを拒否していると指摘した。事業税を0.5%増税する保留中の法案に言及し、「誰がサンフランシスコ市民であり、実際に私たちの地域サービスをサポートしたいと思っているのかを明らかにする決定的な瞬間だと思う」と述べている。

## 政治
ベニオフは2016年の大統領選挙でヒラリー・クリントンを支持した。ZDNetが2017年に発表した「大統領に立候補するのを見てみたいCEO21人」にベニオフが含まれている。

## 私生活
リン・キリリッチ(Lynne Krilich)と結婚し、子供を2人もうけた。一家はカリフォルニア州サンフランシスコに住んでいる。

## 著書
- Compassionate Capitalism: How Corporations Can Make Doing Good an Integral Part of Doing Well with Karen Southwick (2004)
- The Business of Changing the World: 20 Great Leaders on Strategic Corporate Philanthropy  with Carlye Adler (2006)
- Behind the Cloud: The Untold Story of How Salesforce.com Went from Idea to Billion-Dollar Company and Revolutionized an Industry  with Carlye Adler (2009)
- Trailblazer: The Power of Business as the Greatest Platform for Change (2019)